# Agalinis gypsophila
Agalinis gypsophila är en snyltrotsväxtart som beskrevs av Billie Lee Turner. Agalinis gypsophila ingår i släktet Agalinis och familjen snyltrotsväxter. Inga underarter finns listade i Catalogue of Life.